# Municipio de Kiel
El municipio de Kiel (en inglés: Kiel Township) es un municipio ubicado en el condado de Lake of the Woods en el estado estadounidense de Minnesota. En el año 2010 tenía una población de 1 habitantes y una densidad poblacional de 0,01 personas por km².

## Geografía
El municipio de Kiel se encuentra ubicado en las coordenadas 48°25′19″N 94°37′40″O / 48.42194, -94.62778. Según la Oficina del Censo de los Estados Unidos, el municipio tiene una superficie total de 93.4 km², de la cual 93,15 km² corresponden a tierra firme y (0,27 %) 0,25 km² es agua.

## Demografía
Según el censo de 2010, había 1 personas residiendo en el municipio de Kiel. La densidad de población era de 0,01 hab./km². De los 1 habitantes, el municipio de Kiel estaba compuesto por el 100 % blancos. Del total de la población el 0 % eran hispanos o latinos de cualquier raza.